# Guy Muya
Guy Muya (Kinshasa, República Democrática del Congo 23 de mayo de 1983) es un exjugador belga de baloncesto. Mide 1,93 metros de altura y podía ocupar la posición de Base y la de Escolta. Fue internacional absoluto con Bélgica.
Muya también es conocido por su compromiso humanitario con asociaciones como PJB Goma y Action Damien, además de comentar los partidos NBA para un canal de televisión belga.[cita requerida]

## Trayectoria
Empezó su carrera profesional en el año 2000 en el RBC Verviers-Pepinster, con el que jugó hasta la temporada 2004. Las siguientes dos temporadas las pasó en el Liege Basket, donde conquistó la Supercopa en 2004. En 2006 fichó por el BC Oostende donde volvió a ganar la Supercopa, pero terminó la temporada en el Scafati Basket italiano. Las siguientes dos temporadas las jugó en España en la Liga LEB, la primera en el Palma Aqua Mágica y la segunda en el Autocid Ford Burgos, con el que al principio de temporada se llevó la Copa Castilla y León. En 2009 regresó a Bélgica para jugar en el RBC Verviers-Pepinster, pero la temporada la terminó en el Liege Basket donde permaneció hasta 2012. En 2012 fichó por el Belfius Mons Hainaut donde se hizo con la Supercopa en 2012 y donde permaneció hasta 2014. La temporada 2014-2015 la jugó en el Telenet Oostende, donde se hizo con el triplete, liga, copa y supercopa. En 2015 ficha por el Basic-Fit Brussels.

## Selección nacional
Debutó Con la selección absoluta en 2004 y recientemente ha participado con la selección en el Eurobasket 2011 en Lituania y en el Eurobasket 2013 en Eslovenia.